# Odontolytes iquitosae
Odontolytes iquitosae är en skalbaggsart som beskrevs av Zdzisława Stebnicka 2002. Odontolytes iquitosae ingår i släktet Odontolytes och familjen Aphodiidae. Inga underarter finns listade i Catalogue of Life.